# Liste der reichsten Europäer
Die Liste der reichsten Europäer führt keine Angehörigen von Königshäusern oder Politiker auf. Sie basiert auf den Angaben in The World’s Billionaires des Forbes Magazine.

## Liste (Stand 2023)
| Rang (Europa) | Rang (Gesamt) | Name                         | Vermögen (in Mrd. US-$) | Alter | Land                   | Quelle                         |
| ------------- | ------------- | ---------------------------- | ----------------------- | ----- | ---------------------- | ------------------------------ |
| 1             | 1             | Bernard Arnault              | 211,0                   | 74    | Frankreich             | LVMH                           |
| 2             | 11            | Françoise Bettencourt Meyers | 80,5                    | 69    | Frankreich             | L’Oréal                        |
| 3             | 13            | Amancio Ortega               | 77,3                    | 87    | Spanien                | Zara                           |
| 4             | 27            | Dieter Schwarz               | 42,9                    | 83    | Deutschland            | Schwarz Gruppe                 |
| 5             | 28            | François Pinault             | 40,1                    | 86    | Frankreich             | Kering                         |
| 6             | 29            | Klaus-Michael Kühne          | 39,1                    | 85    | Deutschland            | Kühne & Nagel                  |
| 7             | 30            | Giovanni Ferrero             | 38,9                    | 57    | Italien                | Ferrero                        |
| 8             | 37            | Mark Mateschitz              | 34,7                    | 30    | Österreich             | Red Bull                       |
| 9             | 41            | Alain Wertheimer             | 31,6                    | 72    | Frankreich             | Chanel                         |
| 9             | 41            | Gerard Wertheimer            | 31,6                    | 72    | Frankreich             | Chanel                         |
| 11            | 43            | Gianluigi Aponte             | 31,2                    | 82    | Schweiz                | Mediterranean Shipping Company |
| 11            | 43            | Rafaela Aponte-Diamant       | 31,2                    | 78    | Schweiz                | Mediterranean Shipping Company |
| 13            | 46            | Reinhold Würth               | 29,7                    | 87    | Deutschland            | Würth                          |
| 14            | 51            | Susanne Klatten              | 27,4                    | 60    | Deutschland            | BMW, Altana                    |
| 15            | 58            | Andrei Melnitschenko         | 25,2                    | 51    | Russland               | EuroChem, SUEK                 |
| 16            | 59            | Stefan Quandt                | 24,6                    | 56    | Deutschland            | BMW                            |
| 17            | 62            | Wladimir Potanin             | 23,7                    | 62    | Russland               | Norilsk Nickel                 |
| 18            | 67            | James Ratcliffe              | 22,9                    | 70    | Vereinigtes Königreich | Ineos                          |
| 19            | 70            | Wladimir Lisin               | 22,1                    | 65    | Russland               | Novolipetsk Steel              |
| 20            | 71            | Emmanuel Besnier             | 22,0                    | 52    | Frankreich             | Lactalis                       |
| 21            | 72            | Leonid Michelson             | 21,6                    | 67    | Russland               | Novatek                        |
| 22            | 79            | Alexei Mordaschow            | 20,9                    | 67    | Russland               | Severstal                      |
| 23            | 80            | Wagit Alekperow              | 20,5                    | 72    | Russland               | Lukoil                         |
| 24            | 89            | Gennadi Timtschenko          | 18,5                    | 70    | Russland               | Novatek, Sibur Holding         |
| 25            | 101           | Theo Albrecht Jr.            | 16,5                    | 72    | Deutschland            | Aldi Nord, Trader Joe’s        |
| 25            | 101           | Renata Kellnerova            | 16,5                    | 55    | Tschechien             | PPF                            |
| 27            | 104           | Stefan Persson               | 16,2                    | 75    | Schweden               | H&M                            |
| 28            | 106           | Michael Platt                | 16,0                    | 54    | Vereinigtes Königreich | BlueCrest Capital              |
| 29            | 108           | Karl Albrecht Jr.            | 15,8                    | N/A   | Deutschland            | Aldi Süd, Trader Joe’s         |
| 29            | 108           | Beate Heister                | 15,8                    | N/A   | Deutschland            | Aldi Süd, Trader Joe’s         |